# Сив плъх
Сивият плъх (Rattus norvegicus), познат още като хамбарен плъх, е вид дребен бозайник от семейство Мишкови (Muridae). Разпространен е по цялото земно кълбо, включително и цялата територия на България.

## Физически характеристики
Тялото му е относително дълго – до 25 см. Опашката е малко по-къса или равна по дължина на тялото 22–25 см. Има широка и затъпена муцуната и малки уши. Опашката е гола и покрита с максимум 200 пръстеновидни рогови люспи. Окраската на горната част на тялото е сиво-кафява или по-тъмна.

## Разпространение
Разпространен е по цялото земно кълбо, включително и цялата територия на България. Сивият плъх се появява в Европа в края на 17 век. Той е пренесен с търговските кораби. Неговото латинско название „norvegicus" (норвежки) е неправилно, а по-логично би било да се нарича азиатски, тъй като Азия е неговата родина (най-вероятно Южна Азия и Северен Китай). Името си „норвежки" е получил от англичаните, тъй като през 1728 г. той вече достигнал Англия пренесен от Норвегия, където още през 1716 г. е бил много разпространен.

## Местообитание
Населява най-вече жилищни и стопански постройки. В умерените климатични зони през лятото се заселва в природни биотопи, а през зимата се връща в постройките. В по-топлите климатични зони може през цялата година да живее извън селищата, като предпочита речни брегове и блатисти места. Среща се също и в зеленчукови и овощни градини, паркове, житни посеви и в купи сено. В селищата се настанява най-вече в ниските жилищни и складови постройки, избени помещения и др., за разлика от черния плъх, който предпочита горните етажи и таваните.

## Хранене
В природата се храни със семена, но предимно с животинска храна – мекотели, риба, жаби, птици и яйца и дребни мишевидни гризачи.

## Размножаване и развитие
Размножава се до 4–5 пъти в годината. Бременността трае до 21–22 дни, след което женската ражда до 15 малки. Новородените са слепи и проглеждат след две седмици. Майката кърми един месец. След 3–4 месеца достига полова зрелост. Живее до 3 години.